# Duck Creek (Ohio River)
Der Duck Creek (englisch für „Enten-Bach“) ist ein 48 km langer rechter Nebenfluss des Ohio River im östlichen US-Bundesstaat Ohio in den Vorbergen der Appalachen.
Der Abfluss erfolgt über den Ohio River und den Mississippi River in den Golf von Mexiko. Der Duck Creek gehört zum Flusssystem des Mississippi River und entsteht im nördlichen Washington County aus dem Zusammenfluss von East Fork und West Fork Duck Creek bei der Ortschaft Warner. Danach fließt der Duck Creek mäandrierend generell in südlicher Richtung und mündet bei Marietta rund 5 km östlich vom Stadtzentrum entfernt in den Ohio.
Der East Fork Duck Creek ist etwa 30 km lang, entspringt im westlichen Monroe County bei Summerfield und fließt in südlicher Richtung durch das östliche Noble und das nördliche Washington County. Der 50 km lange West Fork Duck Creek entspringt im südöstlichen Guernsey County bei Sarahsville, fließt danach südsüdostwärts durch das zentrale Noble County und nördliche Washington County bis zum Zusammenfluss mit dem East Fork.
Das Einzugsgebiet des Duck Creek, in dem sich zahlreiche kleinere Orte befinden, wird überwiegend landwirtschaftlich genutzt. Die einzige größere Stadt ist Marietta. Die Flüsse im Einzugsgebiet sind als Folge des ehemaligen Bergbaus in der Region besonders durch Saure Grubenwässer belastet. Es gibt Bestrebungen in verschiedene Richtungen, die Wasserqualität der Flüsse zu verbessern.